# Магнезијум-оксид
Магнезијум-оксид (MgO), је бели прах. Његова температура топљења износи око 2.800°C, а на вишој температури он сублимује. На температури до 900°C лако се раствара у киселинама и веома брзо прелази у магнезијум-хидроксид који је веома јака база. После пржења он постаје неактиван.
Магнезијум-оксид се у природи јавља као минерал периклаз. Добија се паљењем магнезијума или пржењем магнезита (магнезијум карбоната) или доломита (услед пржења доломита настаје и калцијум-оксид). Користи се за прављење цемента, посуђа. Користи се и у медицини као лек за тровање и на прекиселост. Такође се користи и у библиотекарству за заштиту књига.